# Kirin Cup 2007
De Kirin Cup 2007 was de 28e editie van de Kirin Cup, een Japans voetbaltoernooi. De wedstrijden werden gespeeld op 1, 3 en 5 juni in Japan. De organisator van dit driehoekstoernooi is de Kirin Corporation.
De winnaar kreeg 78.600 euro (100.000 dollar), de runner-up 39.300 euro (50.000 dollar) en de nummer drie 7.860 euro (10.000 dollar).

## Wedstrijden
| Team       | Ptn | Wed | W | G | V | DV | DT | DS |
| ---------- | --- | --- | - | - | - | -- | -- | -- |
| Japan      | 4   | 2   | 1 | 1 | 0 | 2  | 0  | +2 |
| Colombia   | 4   | 2   | 1 | 1 | 0 | 1  | 0  | +1 |
| Montenegro | 0   | 2   | 0 | 0 | 2 | 0  | 3  | –3 |

|                                |                                        |       |            |                                                                                     |
| 1 juni 2007 «onderlinge duels» | Japan                                  | 2 – 0 | Montenegro | Ecopa Stadion, Shizuoka Toeschouwers: 28.635 Scheidsrechter: Michael Svendsen (DEN) |
| 1 juni 2007 «onderlinge duels» | Yuji Nakazawa 23' Naohiro Takahara 38' |       |            | Ecopa Stadion, Shizuoka Toeschouwers: 28.635 Scheidsrechter: Michael Svendsen (DEN) |

|                                |            |                    |          |                                                                                  |
| 3 juni 2007 «onderlinge duels» | Montenegro | 0 – 1              | Colombia | Matsumoto Stadion, Nagano Toeschouwers: 10.070 Scheidsrechter: Kenji Ogiya (JPN) |
| 3 juni 2007 «onderlinge duels» |            | 33' Radamel Falcao |          | Matsumoto Stadion, Nagano Toeschouwers: 10.070 Scheidsrechter: Kenji Ogiya (JPN) |

|                                |       |       |          |                                                                                      |
| 5 juni 2007 «onderlinge duels» | Japan | 0 – 0 | Colombia | Saitamastadion, Saitama Toeschouwers: 45.091 Scheidsrechter: Nicolai Volquartz (DEN) |
| 5 juni 2007 «onderlinge duels» |       |       |          | Saitamastadion, Saitama Toeschouwers: 45.091 Scheidsrechter: Nicolai Volquartz (DEN) |

| Winnaar Kirin Cup 2007 |
| ---------------------- |
|                        |
| Japan 9e titel         |